# Kanion rzeki Blyde
Kanion rzeki Blyde – przełom na rzece Blyde, położony w północnej części Gór Smoczych na malowniczej trasie na północ od Johannesburga, w prowincji Mpumalanga w Republice Południowej Afryki. Długość Kanionu wynosi w przybliżeniu 26 km, natomiast średnia głębokość około 800 m. Kanion rzeki Blyde jest uznawany za jedną z największych atrakcji turystycznych Afryki.

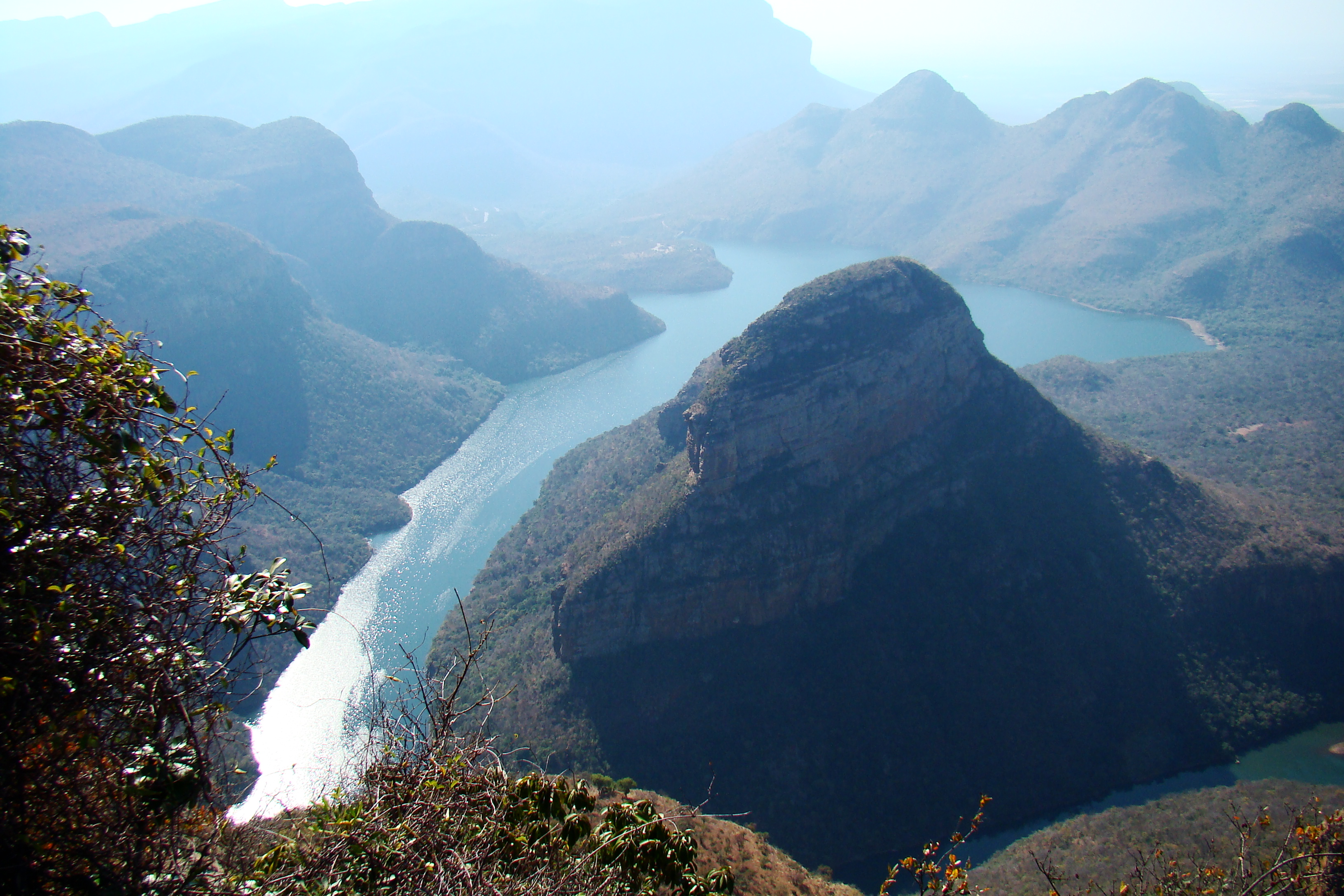
Kanion rzeki Blyde
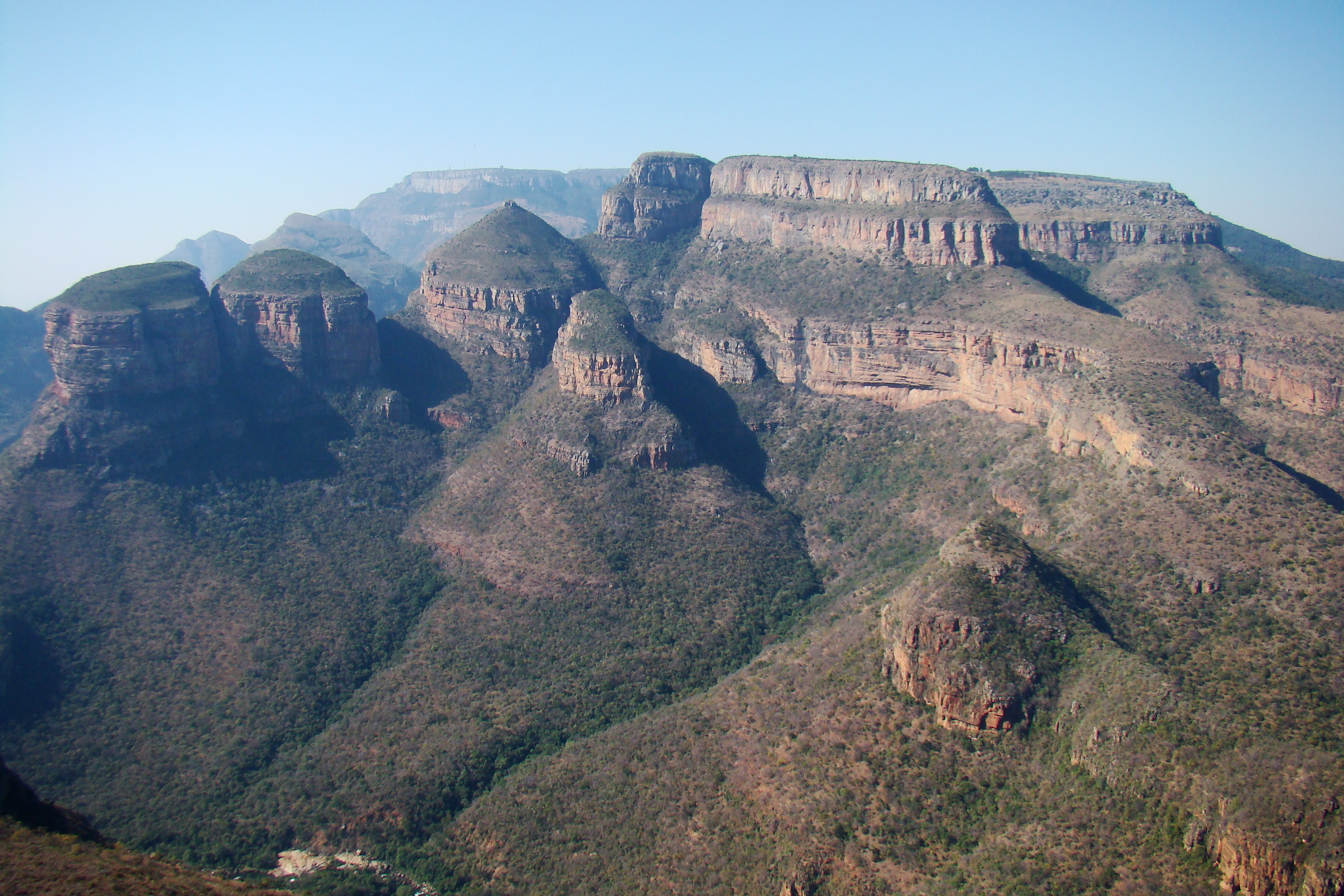
Kanion rzeki Blyde
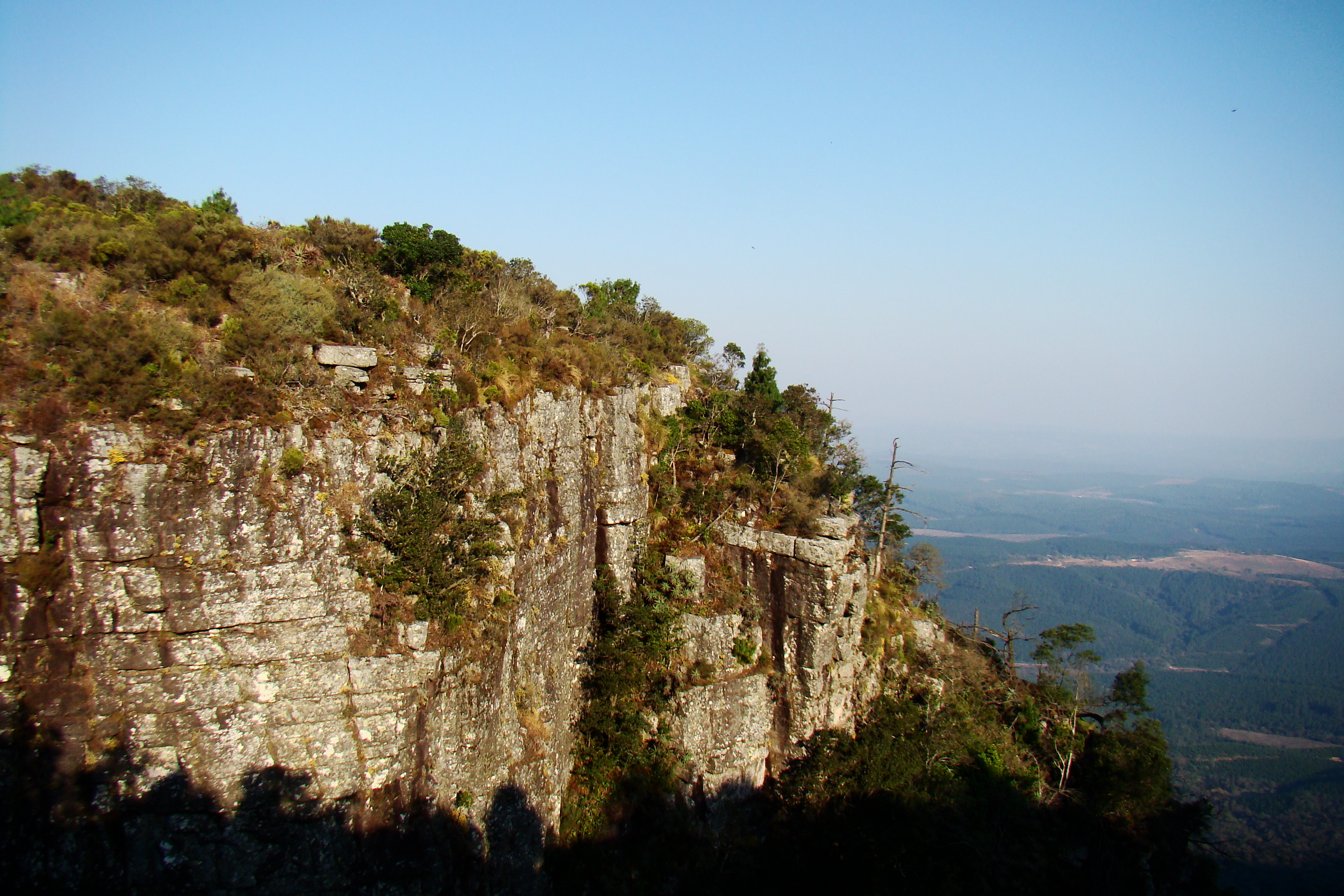
Okno Boga
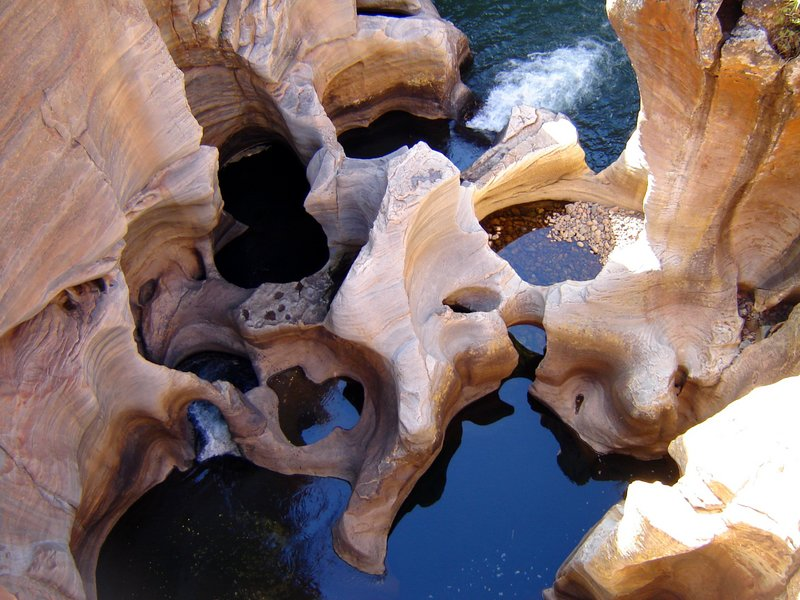
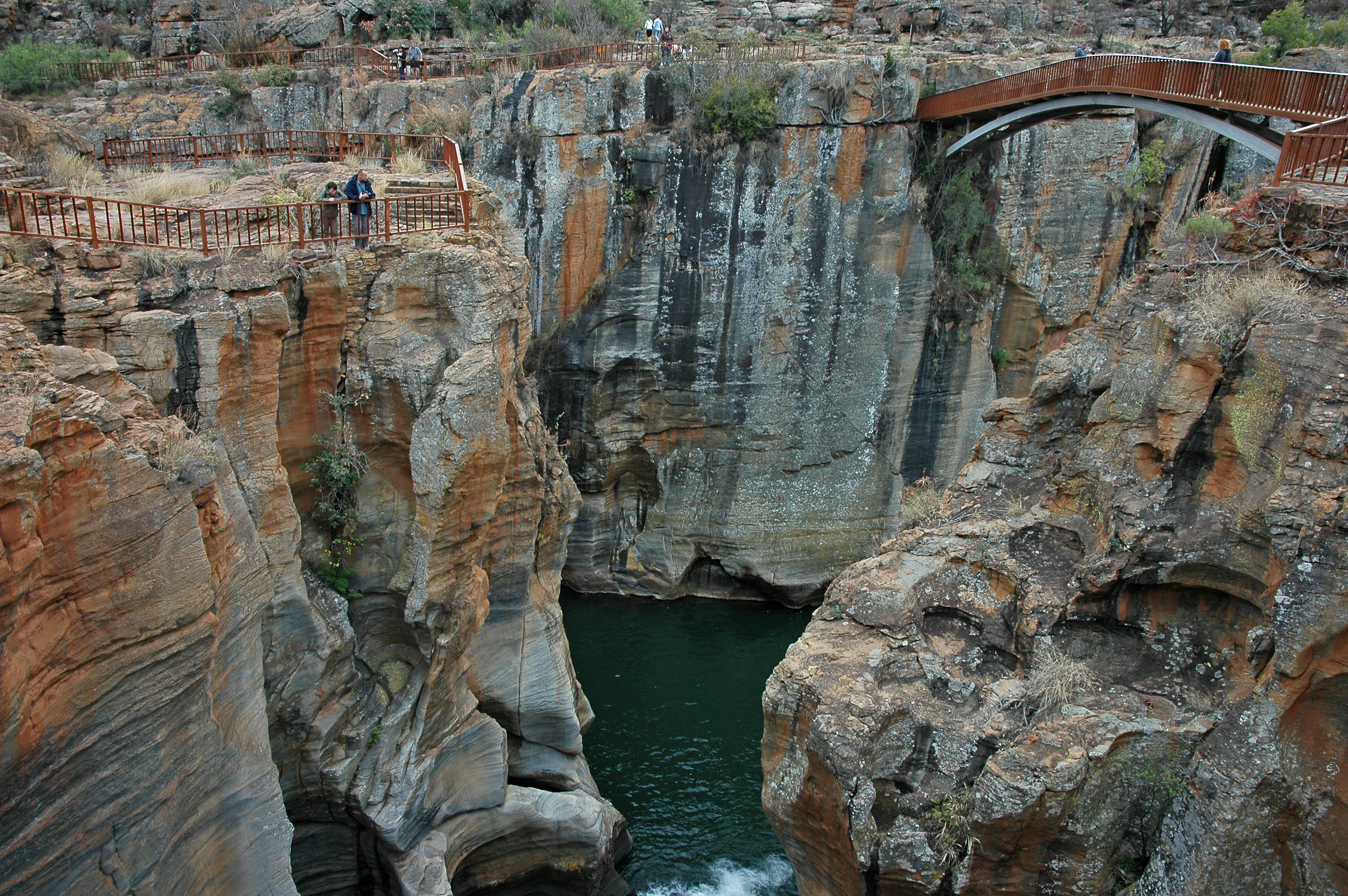
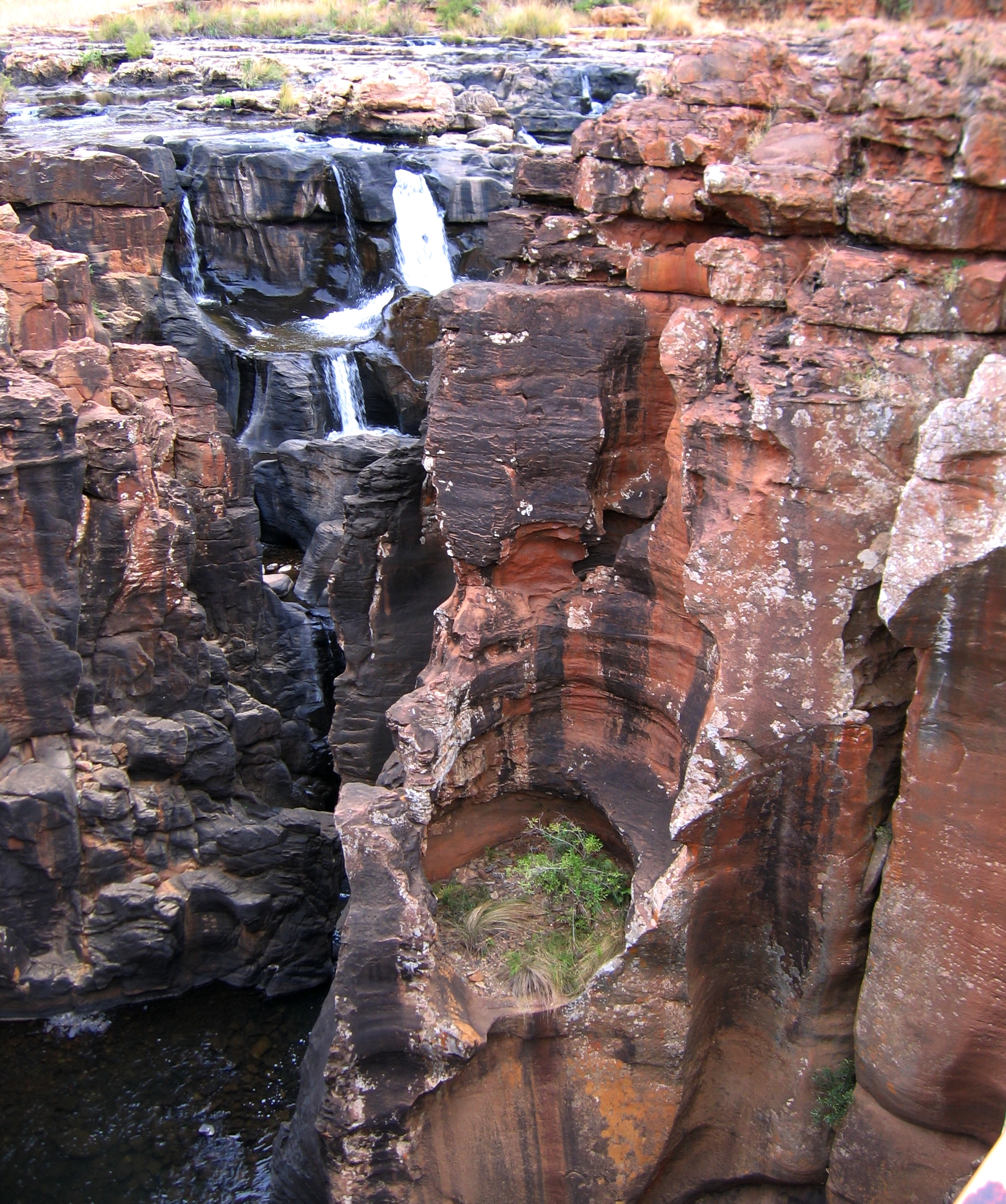
Rezerwaty Przyrody Wodospadu Klaserie